# Phenacorhamdia somnians
Phenacorhamdia somnians är en fiskart som först beskrevs av Mees, 1974.  Phenacorhamdia somnians ingår i släktet Phenacorhamdia och familjen Heptapteridae. Inga underarter finns listade i Catalogue of Life.